# Everglow (együttes)
Az Everglow (hangul: 에버글로우) egy dél-koreai lányegyüttes, mely a Yuehua Entertainment alatt alakult meg 2019-ben. A formációt hat tag alkotja: E:U, Sihyeon, Mia, Onda, Aisha és Yiren. Debütálásukra hivatalosan 2019. március 18-án került sor Arrival of Everglow kislemezükkel.

## Történetük

### 2019: Debütálás,Arrival of EverglowésHush
2019. február 17-én a Yuehua Entertainment felfedte, hogy egy új lányegyüttest fognak bemutatni Everglow néven. A csapat hivatalos Instagram és Fan Cafe oldalai másnap meg is nyitották a kapuit. Az ügynökség később arról nyilatkozott, hogy a tagokat egy-egy kisvideón keresztül fogják bemutatni a Stone Music Entertainment YouTube csatornáján keresztül. Február 28-án "Rumor" című dal táncos feldolgozását tették közzé, melynek Sihyeon volt az egyik eredeti előadója a Produce 48 során. A videó egy nap alatt két millió kattintást zsebelt be a YouTube-on. Március 8-án megjelentek a csapat koncepciós képei. Március 13-án megosztották a formáció debütáló dalának, a "Bon Bon Chocolat" videoklipjét, mely két nap alatt öt millió megtekintést ért el.

## Tagok
A csapat Naver profilja alapján:
- E:U (이유) – rapper, táncos[8][9]
- Sihyeon (시현) – vezető, vokalista[10][8]
- Mia (미아) – vokalista, táncos[8][11]
- Onda (온다) – vokalista, táncos[9][12]
- Aisha (아샤) – vokalista, rapper[13][14]
- Yiren (이런) – vokalista, rapper, táncos[9][12]

## Diszkográfia

### Középlemezek
- Reminiscence (2020)
- −77.82X−78.29 (2020)
- Return of the Girl (2021)

### Kislemezek
- Arrival of Everglow (2019)
- Hush (2019)
- Last Melody (2021)

### Egyéb megjelenések
- "Let Me Dance" (2020)
- "Promise (for UNICEF Promise Campaign)" (2021)
- "Ghost Light" (2022)

## Turnék, koncertek

### Turnék
- Everglow: Everlasting Tour in USA (2020; A Los Angeles-i koncert elmaradt a Covid19-pandémia miatt)
- Everglow Southeast Asia Tour (2022; törölve)[15]

### Koncertek
- Everglow Concert in Almaty (2022)
- Everglow Concert in Bishkek (2022)
- Everglow Concert in Astana (2022)

### Online koncertek
- Everglow 1st Online Concert "THE FIRST" (2021)[16]